# Пёс и кот (мультфильм, 1938)
«Пёс и кот» (арм. Շունն ու կատուն) — советский рисованный мультипликационный фильм 1938 года, считается первым армянским мультфильмом.
В 1955 году вышел ремейк от «Союзмультфильма». Другой ремейк, уже кукольный, сняли в 1975 году на студии «Арменфильм».

## Сюжет

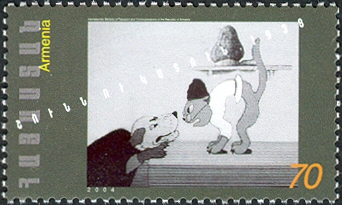
Пёс и кот на марке Армении (2004)

По мотивам одноимённого произведения Ованеса Туманяна, рассказывающим об том, почему собаки и кошки не дружат между собой.

## Создатели
| сценарий и постановка     | Лев Атаманов, Александр Птушко                                           |
| художник-постановщик      | Владимир Сутеев                                                          |
| художники-мультипликаторы | М. Карапетян, Ш. Мелконян, Н. Васильев, М. Есанян, М. Шумкова, К. Еранян |
| оператор                  | А. Лалоян                                                                |
| композитор                | С. Бархударян                                                            |
| звукооператор             | А. Коробов                                                               |